# Alexeï Riabinine
Alexeï Valerievitch Riabinine est né le 3 avril 1970. Il est le commissaire pour la défense des droits des entrepreneurs de la fédération de Russie en matière du droit d'auteur et de la propriété intellectuelle. Il est aussi économiste, homme politique, écrivain, député de la Douma de la ville de Moscou (2009-2014) et membre de l'Union des journalistes de la Russie.

## Biographie
Alexeï Riabinine est né le 3 avril 1970 dans la ville de Mourom de l'oblast de Vladimir. En 1993 il a terminé l'Institut de physique et de technologie de Moscou,. En 1996 Alekseï Ryabinin a terminé le doctorat dans la spécialité «Économie».
En 1998-2009 il était le Directeur général de l'Institut de l'économie et de gestion de l'industrie (Moscou, Russie). Le Rédacteur en chef du magasin "Lq politique industrielle de Russie".
En 2009-2015 Il était le député de la Douma de la ville de Moscou, le chef du Comité de l'économie et de la science,.
Depuis 2015 il est le membre du Conseil d'Administration de l'Association "La Russie d'affaires", le président du Comité éditeur, le Commissaire pour le droit d'auteur et pour la propriété intellectuelle,.
Il est le membre de l'Union des journalistes de la Russie et de la Fédération internationale des journalistes,.

## Activités sociales et scientifiques
Alexeï Valerievitch Riabinine est l'auteur d'une série des articles dans le domaine du développement économique, du progrès industriel et scientifique et des innovations. Il est le  président du conseil de rédaction des magasins "La politique industrielle en fédération de Russie" (depuis 2007) et "Les formations municipales en fédération de Russie". L'œuvre scientifique de A. Riabinine concernant les relations de travail et du partenariat social (2002) est incluse a titre de la littérature obligatoire dans le cours du droit de travail aux Universités de Russie. Dans la monographie «Le développement du potentiel scientifique et technique de Moscou» (2012), A. Ryabinin, comme les autres investigateurs notaient, a argumenté la nécessité du mouvement vers la nouvelle économie urbaine et de l'investissement en développement technologique de Moscou,. L'encyclopédie scientifique a deux volumes "Toute la Russie" sous la rédaction générale de A. Riabinine qui comprend les renseignements considérables sur les agglomérations et sur les régions de la fédération de Russie a été éditée en 2001-2002.
Alexeï Riabinine a été élu le député de l'Assemblée municipale de Moscou (2004 et 2008) et le député de la Douma de la ville de Moscou (2009),,. Il est le membre du Conseil d'Administration de l'Association "La Russie d'affairs". Il est le Commissaire pour les droits d'auteur et pour la propriété intellectuelle, le membre de la Société de philosophique de Russie. Il est membre du Conseil central de la Société Russe des inventeurs et des rationalisateurs,, le membre de l'Union des journalistes de la Russie,,.

## Œuvres littéraires

"L'énigme du Sphinx"

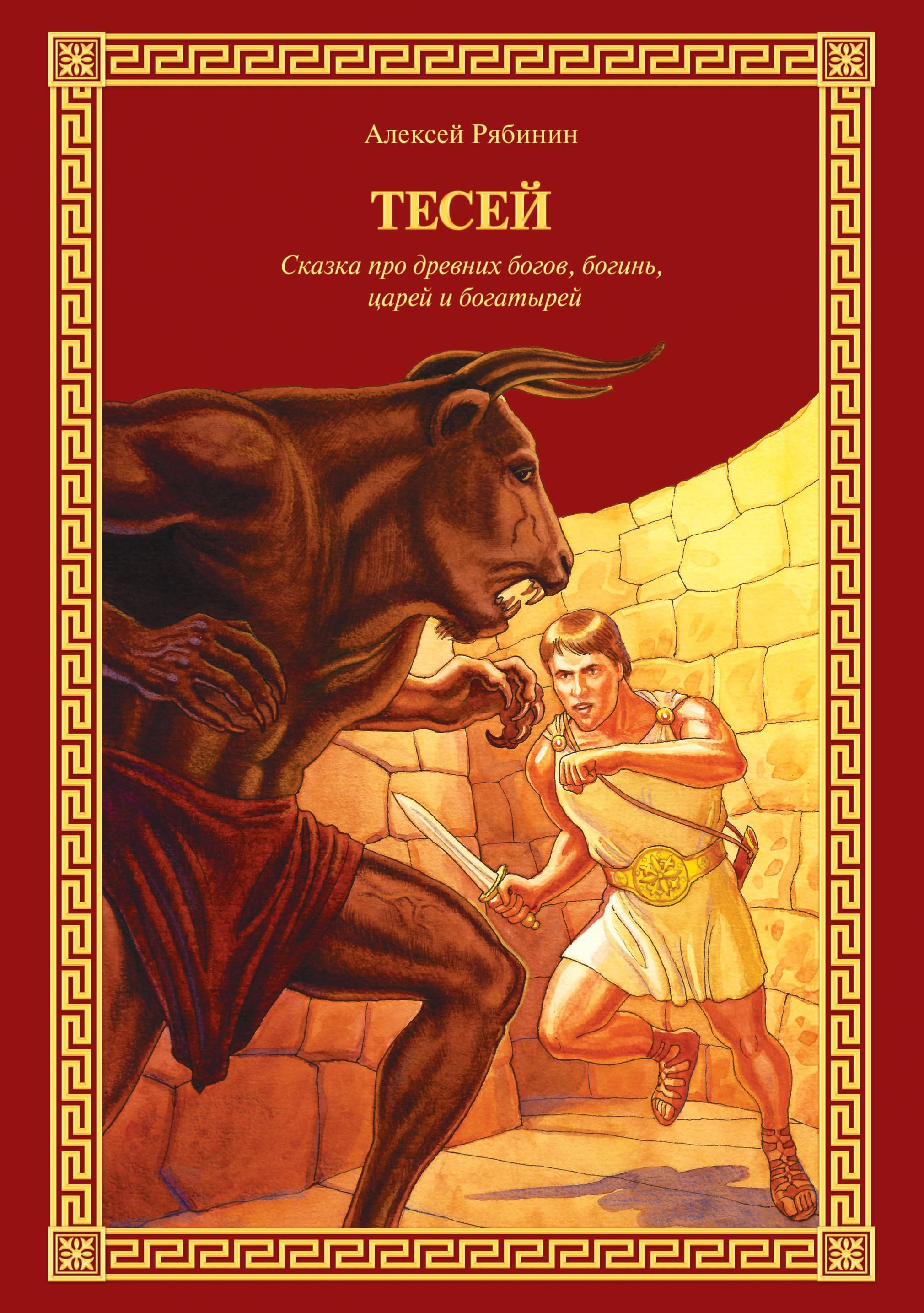
"Thésée"

Alexeï Valerievitch Riabinine est l'auteur de quelques livres pour les enfants. "L'énigme du Sphinx", "Thésée", "La pomme de discorde". Ces livres ont été écrits sur le fondement des sujets de la mythologie grecque antigue.
En 2017 il a été édité son livre pour les enfants "La pomme de la discorde" dans lequel les mythes et légendes anciens concernant sur l'histoire de la Guerre de Troie ont été racontés sous la forme accessible. Le livre a obtenu plusieurs avis positifs. On le comparait avec les livres de la Classique russe comme "la nouvelle interprétation de l'héritage culturel grecaue antigue dans le contexte des défis du XXIe siècle". Les critiques notaient la présentation excellente de l'information et la facilité de lecture. Au début de 2018 le prix littéraire d’Ernest Hemingway 2017 dans la nomination «La prose pour les enfants" a été attribué au livre "La Pomme de discorde",. En 2018 Alexeï Riabinine a publié son deuxième livre dans le genre de la mythologie antique pour les enfants "Thésée" sur les aventures de l'une des personnages-clés de la mythologie antique - Thésée. Le livre a également obtenu les avis positifs dans la presse. Un autre livre pour les enfants au sujet de la mythologie antiqu- "L'énigme du Sphinx" a été édité en 2019.
D'après des livres de Riabinine, quelques spectacles théâtraux ont été mis en scène. Ils ont obtenu les avis positifs dans la presse.
En 2019, l'Académie russe des arts du théâtre et d’Astrakhan dans le théâtre ont mis en scène sa pièce «Le jeu des dieux» (A. Riabinine et E. Issaïeva). La spectacle a reçu le prix pour «Le meilleur drame contemporain» du Ministère de la Culture de la Russie.
Les héros des livres de Riabinine sont les héros de la mythologie antique Thésée, Œdipe, Diomède, Athéna, Zeus, Dionysos, Antigone et beaucoup d'autres.